# يوسف جيم
يوسف جيم (بالتركية: Yusuf Çim)‏ هو ممثل ومذيع ومغني وعارض أزياء تركي ولد في يوم 26 أيلول 1991 في إسطنبول، بدأ مشواره في الغناء في سنة 2009 وفي سنة 2011 تم اختياره كأفضل عارض أزياء في تركيا، فيما بدأ بالتمثيل في الأفلام في سنة 2010.

## روابط خارجية
- يوسف جيم على موقع IMDb (الإنجليزية)
- يوسف جيم على موقع روتن توميتوز (الإنجليزية)
- يوسف جيم على موقع قاعدة بيانات الأفلام العربية
- يوسف جيم على موقع قاعدة بيانات الفيلم (الإنجليزية)
- يوسف جيم على موقع كينوبويسك (الروسية)